# Алена
Але́на, А́лена — жіноче ім'я. Може мати різне походження.

## Етимологія
Грецька
Ім'я «А́лена» (чеськ. Alena) поширене в Чехії і Словаччині, де вважається варіантом Helena і Elena («Єлена», «Олена»).
Гебрейська
Чеське і словацьке «Алена» також виводять від «Магдалена» (Magdalena) — католицького імені на честь Марії Магдалини.
Германська
Поширене у Британії ім'я «Але́на», «Але́н» (Alena, також фр. Alène, Alena, Halene) вважається формою імені Аделіна, яке має германське походження. Відома одна свята з цим ім'ям — мучениця Алена, також відома як «Аліна» (англ. Alina, фр. Aline).
Кельтська
Французьке ім'я «Але́на», «Але́н» (Alaine) може бути жіночою формою імені Ален (Alain), що має бретонське походження.

## Зменшувальні форми
Для чеського і словацького Alena — Аленка (Alenka), Ала (Ala), Алі (Ali), Алка (Alka), Ая (Ája), Алушка (Aluška), Ленка (Lenka).

## Іменини
У різних місцевостях пам'ять місцевошанованої Святої Алени (Аліни) припадає на різні дні: 16 червня (Брабант), 17 і 28 червня, 16 грудня (Польща), 18 червня (північноамериканський єпископат Антіохійської церкви), 19 червня (Італія), 24 червня (США).

## Відомі носійки
- Алена Врзаньова (1931—2015) — чехословацька фігуристка
- Алена Шередова (нар. 1978) — чеська модель
- Алена Мартановичова (нар. 1984) — словацька модель